# 진 선제
진 고종 효선황제 진욱(陳 高宗 孝宣皇帝 陳頊, 530년 8월 14일(음력 7월 6일) ~ 582년 2월 17일(음력 1월 10일))은 중국 남북조시대 진의 제4대 황제이다. 조카 진백종을 폐하고 스스로 즉위하였다.
무제 진패선의 조카, 문제 진천의 동생이다.

## 생애

### 초기
중대통 2년(530년) 7월 진도담의 차남으로 태어났으며 문제 진천의 친동생이다. 진욱은 너그럽고 총명했으며 키는 8척 3촌이고 용모와 풍채가 좋았다. 또 용감했으며 말타기와 활쏘기에 매우 능했다.
후경의 난이 평정된 후, 그의 숙부 진패선이 자신의 아들 진창(陳昌)과 함께 그를 강릉으로 파견했고 직각장군, 중서시랑에 임명했다. 554년, 강릉이 서위에 의해 함락되어 진창과 함께 장안으로 끌려갔다. 진패선은 즉위한 후에 두 사람을 돌려 달라고 여러 차례 북주에 청원했으나, 북주는 허락만 하고 석방하지 않았다. 557년, 멀리서나마 시흥왕을 거쳐 안성왕에 책봉되었다.

### 문제 진천 시기
562년, 결국 건강으로 돌아와서 시중, 중서감, 중위장군에 임명되었고 양주자사가 되었고 천가 6년(565년) 4월에는 사공으로 승진했다. 진욱은 벼슬이 높았고 진천의 친동생였으므로 권세가 대단했다. 직병 포승예는 진욱을 믿고 불법 행위를 했는데 어자중승 서릉이 진욱을 탄핵했다. 이에 진욱은 전상에서 형 진천을 모시고 서 있다가 식은 땀을 흘리며 낯빛이 변했고 그 일로 분노한 진천에 의해 시중, 중서감에서 해임되었다.
천강 원년(566년) 3월, 진천이 위독해지자 그를 불렀는데 진욱은 태자 진백종이 나약한 것을 걱정했다.
| “ | 짐은 태백(太伯)의 일을 본받을 생각이오. 그러니 경이 이 자리를 대신했으면 하는데... | ” |

그러나 진욱은 눈물을 흘리면서 강력하게 거절했고 결국 유사지, 도중거와 함께 진백종을 보좌하라는 조서를 내렸다.

### 폐제 진백종 시기
유사지와 도중거는 궁중 내에서 정사를 처리하고 진욱은 측근들을 데리고 상서성에서 정사를 처리했다. 5월, 진욱은 표기대장군, 사도, 녹상서사가 되어 중외의 제반 군사를 관장했다. 시간이 흐름에 따라 진욱의 지위, 위망, 권세가 조정 내외에서 높고 커졌다. 유사지는 이를 시기하여 상서좌승 왕섬과 함께 진욱을 외지로 보낼 음모를 꾸몄다. 진욱은 이를 알면서도 병을 핑계로 유사지를 불러 얘기하고 동시에 사람을 보내 태후와 진백종에게 사람을 보냈다. 태후와 진백종은 각각 "내가 한 게 아님, 난 모름"이라고 말하자 유사지를 감옥에 가두고 옥중에서 죽음을 내렸다. 또 도중거와 우위장군 한자고 등도 죽이고 조정의 모든 대권을 손에 넣었다.
진백종의 친동생 시흥왕 진백무가 이에 불만을 품고 악담을 퍼붓자 568년 11월, 태황태후 장씨의 명으로 진백종, 진백무 형제가 유사지와 공모했다고 모함하고 진천의 부탁이라는 명목으로 진백종을 임해왕으로 폐하고 진백무를 온마후로 폐했다. 진백무는 금방 제거했으며 진백종은 570년 사망했는데 정황상 그도 죽음을 당한 걸로 보인다.

### 황제 즉위
이듬해 정월 황제에 즉위했으며 573년 3월, 진욱은 북제가 쇠약해진 틈을 타서 진천장군 오명철에게 10만 명을 이끌고 토벌하도록 했는데 계속 승리했다. 575년에 이르러 회하 남북의 영토를 모두 수복했으나, 577년, 북주가 북제를 멸망시켰다. 이듬해 2월, 진욱은 다시 오명철에게 3만 명을 이끌고 수양에서 사수를 건너 북주의 팽성을 포위하게 했으나, 북주 군대에게 전멸되고 오명철도 포로가 되었다.
579년 9월, 북주군이 회남을 공격하자 결국 장강 이북의 영토를 모두 상실했으며 581년에는 양견이 북주의 우문천(정제)에게 선양을 받아 수나라를 세우고 북주를 멸했다. 이로 인해 진욱은 실의에 빠져 병을 앓게 되었다. 결국 이듬해 정월, 진욱은 재위 14년만에 53세의 나이로 건강 선복전에서 사망했으며 2월, 현녕릉에 안장되었다.

### 사후
선제이자 친형이었던 진천도 장남이자 후계자였던 나약한 진백종을 걱정해서 눈을 감을 때까지 편안하지 못했다. 아이러니 한 것은 조카 진백종을 폐위시키고 황제가 된 진욱도 자신의 장남이자 후계자였던 진숙보 걱정으로 눈을 감을 때까지 편하지 못했다는 것이다. 그나마 진백종은 단순히 나약한 인간이었고 북조에서는 북주와 북제가 공존하고 있어 외정에서는 큰 위혐이 없었지만 진숙보가 즉위할 때는 북주가 북제를 멸한 후 수나라가 찬탈하여 한창 진나라를 노리고 있을 때였던 것이다. 거기다 진숙보는 어리석은 것도 모자라 매우 막나가는 인간이었다.

## 가계도

### 조부모와 부모
- 조부 : 태조(太祖) 경황제(景皇帝) 진문찬(陳文讚)
- 조모 : 경문황후(景文皇后) 동씨(童氏)
- 부친 : 시흥소열왕(始興昭烈王) 진도담(陳道譚)
- 모친 : 효비(孝妃)

### 양부모
- 양부 : 고조(高祖) 무황제(武皇帝) 진패선(陳霸先)
- 양모 : 무선황후(武宣皇后) 장요아(章要兒)

### 황후
| 봉호       | 시호 | 이름(성씨)     | 별칭  | 재위년도      | 생몰년도      | 국구(장인/장모)                                     | 능묘 | 비고 |
| ---------- | ---- | -------------- | ----- | ------------- | ------------- | --------------------------------------------------- | ---- | ---- |
| 황후(皇后) |      | 류경언(柳敬言) | [ 1 ] | 569년 ~ 582년 | 531년 ~ 615년 | 류언(柳偃) 남량(南粱) 장성공주(長城公主) 소씨(蕭氏) |      |      |

### 후궁
| 봉호       | 별칭           | 이름(성씨)     | 생몰년도  | 비고 |
| ---------- | -------------- | -------------- | --------- | ---- |
| 귀비(貴妃) |                | 전씨(錢氏)     |           |      |
| 귀인(貴人) |                | 팽씨(彭氏)     | ? ~ 579년 |      |
| 숙화(淑華) |                | 조씨(曹氏)     |           |      |
| 숙의(淑儀) |                | 하씨(何氏)     |           |      |
| 소용(昭容) |                | 위씨(魏氏)     |           |      |
| 소용(昭容) |                | 원씨(袁氏)     |           |      |
| 소의(昭儀) |                | 유씨(劉氏)     |           |      |
| 수화(修華) |                | 왕씨(王氏)     |           |      |
| 수용(修容) |                | 위씨(韋氏)     |           |      |
| 첩여(婕妤) |                | 신씨(申氏)     |           |      |
| 희(姬)     |                | 왕씨(王氏)     |           |      |
| 희(姬)     | 대오희(大吳姬) | 오씨(吳氏)     |           |      |
| 희(姬)     |                | 서씨(徐氏)     |           |      |
| 희(姬)     |                | 순우씨(淳于氏) |           |      |
| 희(姬)     |                | 시씨(施氏)     |           |      |
| 희(姬)     |                | 증씨(曾氏)     |           |      |
| 희(姬)     |                | 양씨(楊氏)     |           |      |
| 희(姬)     |                | 원씨(袁氏)     |           |      |
| 희(姬)     | 소오희(小吳姬) | 오씨(吳氏)     |           |      |
| 희(姬)     |                | 유씨(劉氏)     |           |      |
| 희(姬)     |                | 진씨(秦氏)     |           |      |

### 황자
| -  | 봉호           | 시호       | 이름           | 생몰년도      | 생모        | 별칭  | 비고                     |
| -- | -------------- | ---------- | -------------- | ------------- | ----------- | ----- | ------------------------ |
| 1  | 황태자(皇太子) |            | 진숙보(陳叔寶) | 553년 ~ 604년 | 황후 류경언 | [ 2 ] | 제5대 황제 진숙보(後主). |
| 2  | 시흥왕(始興王) |            | 진숙릉(陳叔陵) | 554년 ~ 582년 | 귀인 팽씨   | [ 3 ] |                          |
| 3  | 예장왕(豫章王) |            | 진숙영(陳叔英) |               | 숙화 조씨   | [ 4 ] |                          |
| 4  | 장사왕(長沙王) |            | 진숙견(陳叔堅) |               | 숙의 하씨   |       |                          |
| 5  | 건안왕(建安王) |            | 진숙경(陳叔卿) |               | 소용 위씨   |       |                          |
| 6  | 의도왕(宜都王) |            | 진숙명(陳叔明) | 562년 ~ 615년 | 숙의 하씨   |       |                          |
| 7  | 하동왕(河東王) | 강간(康簡) | 진숙헌(陳叔獻) | 564년 ~ 581년 | 귀비 전씨   |       |                          |
| 8  | 신채왕(新蔡王) |            | 진숙제(陳叔齊) | 569년 ~ 608년 | 소의 유씨   |       |                          |
| 9  | 진희왕(晉熙王) |            | 진숙문(陳叔文) |               | 소용 원씨   |       |                          |
| 10 | 회남왕(淮南王) |            | 진숙표(陳叔彪) |               | 왕희        |       |                          |
| 11 | 시흥왕(始興王) |            | 진숙중(陳叔重) |               | 대오희      |       |                          |
| 12 | 심양왕(尋陽王) |            | 진숙엄(陳叔儼) |               | 서희        |       |                          |
| 13 | 악양왕(岳陽王) |            | 진숙신(陳叔愼) | 572년 ~ 589년 | 순우희      |       |                          |
| 14 | 의양왕(義陽王) |            | 진숙달(陳叔達) | 572년 ~ 635년 | 소용 원씨   |       | 당나라의 대신. 강충공    |
| 15 | 파산왕(巴山王) |            | 진숙웅(陳叔雄) | 572년 ~ ?     | 왕희        |       |                          |
| 16 | 무창왕(武昌王) |            | 진숙우(陳叔虞) | 572년 ~ ?     | 수화 왕씨   |       |                          |
| 17 | 상동왕(湘東王) |            | 진숙평(陳叔平) | 572년 ~ ?     | 수용 위씨   |       |                          |
| 18 | 임하왕(臨賀王) |            | 진숙오(陳叔敖) | 572년 ~ ?     | 시희        |       |                          |
| 19 | 양산왕(陽山王) |            | 진숙선(陳叔宣) |               | 증희        |       |                          |
| 20 | 서양왕(西陽王) |            | 진숙목(陳叔穆) |               | 양희        |       |                          |
| 21 | 남안왕(南安王) |            | 진숙검(陳叔儉) |               | 첩여 신씨   |       |                          |
| 22 | 남군왕(南郡王) |            | 진숙징(陳叔澄) |               | 첩여 신씨   |       |                          |
| 23 | 원릉왕(沅陵王) |            | 진숙흥(陳叔興) | 573년 ~ 607년 | 시희        |       |                          |
| 24 | 악산왕(岳山王) |            | 진숙소(陳叔韶) |               | 첩여 신씨   |       |                          |
| 25 | 신흥왕(新興王) |            | 진숙순(陳叔純) |               | 원희        |       |                          |
| 26 | 파동왕(巴東王) |            | 진숙모(陳叔謨) |               | 소오희      |       |                          |
| 27 | 임강왕(臨江王) |            | 진숙현(陳叔顯) |               | 유희        |       |                          |
| 28 | 신회왕(新會王) |            | 진숙탄(陳叔坦) |               | 소용 원씨   |       |                          |
| 29 | 신녕왕(新寧王) |            | 진숙륭(陳叔隆) |               | 진희        |       |                          |
| 30 | 신창왕(新昌王) |            | 진숙영(陳叔榮) | 577년 ~ 612년 | 진희        |       |                          |
| 31 | 태원왕(太原王) |            | 진숙광(陳叔匡) |               | 첩여 신씨   |       |                          |
| 32 |                |            | 진숙예(陳叔叡) |               |             |       |                          |
| 33 | 영성왕(永城王) |            | 진숙충(陳叔忠) | 582년 ~ 611년 |             |       |                          |

### 황녀
| - | 봉호               | 이름           | 생몰년도      | 생모 | 부마                              | 별칭  | 비고  |
| - | ------------------ | -------------- | ------------- | ---- | --------------------------------- | ----- | ----- |
| 1 | 제희공주(齊熙公主) | 진정령(陳淨玲) | 574년 ~ 650년 |      | 오흥정공(吳興定公) 심숙안(沈叔安) | [ 5 ] |       |
| 2 | 영원공주(寧遠公主) |                | 577년 ~ 605년 | 시희 | 수 문제(隋 文帝) 양견(楊堅)       | [ 6 ] | [ 7 ] |
| 3 | 임천공주(臨川公主) |                |               | 증희 | 수 문제(隋 文帝) 양견(楊堅)       | [ 8 ] | [ 7 ] |
| 4 | 무성공주(武成公主) |                |               | 오희 |                                   |       |       |
| 5 | 공주(公主)         |                |               |      | 기국공(杞國公) 하약필(賀若弼)     |       |       |
| 6 | 낙창공주(樂昌公主) |                |               |      | 서덕신(徐德言)                    |       |       |

## 기년
| 효선제      | 원년           | 2년                 | 3년        | 4년        | 5년        | 6년        | 7년        | 8년        | 9년        | 10년       |
| ----------- | -------------- | ------------------- | ---------- | ---------- | ---------- | ---------- | ---------- | ---------- | ---------- | ---------- |
| 서력 (西曆) | 568년          | 569년               | 570년      | 571년      | 572년      | 573년      | 574년      | 575년      | 576년      | 577년      |
| 간지 (干支) | 무자(戊子)     | 기축(己丑)          | 경인(庚寅) | 신묘(辛卯) | 임진(壬辰) | 계사(癸巳) | 갑오(甲午) | 을미(乙未) | 병신(丙申) | 정유(丁酉) |
| 연호 (年號) | 광대(光大) 2년 | 3년 태건(太建) 원년 | 2년        | 3년        | 4년        | 5년        | 6년        | 7년        | 8년        | 9년        |
| 효선제      | 11년           | 12년                | 13년       | 14년       | 15년       |            |            |            |            |            |
| 서력 (西曆) | 578년          | 579년               | 580년      | 581년      | 582년      |            |            |            |            |            |
| 간지 (干支) | 무술(戊戌)     | 기해(己亥)          | 경자(庚子) | 신축(辛丑) | 임인(壬寅) |            |            |            |            |            |
| 연호 (年號) | 10년           | 11년                | 12년       | 13년       | 14년       |            |            |            |            |            |